# Різнозуба акула зеброва
Різнозуба акула зеброва (Heterodontus zebra) — акула з роду Різнозуба акула родини Різнозубі акули. Інші назви «зеброва бичача акула», «рогата акула-зебра».

## Опис
Загальна довжина досягає 1,25 м, зазвичай — 80-100 см. Голова велика. Морда тупа, закруглена. очі великі, овальні, без мигальною перетинки. Позаду них розташовані маленькі бризкальця. Під очима є виражені надбрівні дуги («роги»). Губні борони тягнуться до ніздрів. Рот сильно зігнутий, розташовано на кінці морди. Зуби у передній частині щелеп маленькі, з декількома верхівками, з яких центральна є високою та гострою, бокові — маленькі. З боків щелеп зуби довгі, пласко-овальні. У неї 5 помірно довгих зябрових щілин. Тулуб циліндричний. Грудні плавці великі. Має 2 високих спинних плавця з шипами. Передній спинний плавець розташовано позаду грудних плавців, задній — між черевними і анальним плавцем. Черевні плавці великі, проте поступаються грудним плавцям. Хвостовий плавець з широкою витягнутою верхньою лопаттю і короткою нижньою лопаттю.
Забарвлення спини світло-коричневе, з боків — світліше. По тілу розкидані численні вузькі поперечні темні смуги, що надає вигляд зебри. Черево має білуватий колір.

## Спосіб життя
Тримається на глибинах від 50 до 200 м, в шельфовій та острівній зоні. Воліє кам'янисті, скелясті, рифові ділянки дна з піщаним або мулисто-піщаним ґрунтом, що поріс водяною рослинністю. Доволі повільна та млява акула. Вдень відпочиває у природних укриттях (між камінням, в ущелинах, печерах серед водоростей). Активна вночі. Полює біля дна, є бентофагом. Живиться переважно голкошкірими (морськими їжаками та морськими зірками), ракоподібними, молюсками, дрібною рибою.
Це яйцекладна акула. Яйця огорнуті спиралеподібною стрічкою, вусики з боків відсутні. Про кількість відкладених яєць та стосовно розміру народжених акуленят немає відомостей.

## Розповсюдження
Мешкає в західній частині Тихого океану: від узбережжя південної Японії до Камбоджі, також біля Молуккських островів, в Індійському океані: біля північно-західного берега Австралії.